# Frente Amplio por la Soberanía
El Frente Amplio por la Soberanía (FAS) es una alianza política de izquierda que surgió en Argentina en 2023 en la provincia de Santa Fe. Nació como una alternativa para intentar romper la polarización entre las alianzas Juntos Avancemos y Unidos para Cambiar Santa Fe.

## Historia

### La Ruptura del Frente Progresista Cívico y Social
Frente al acercamiento de las elecciones a gobernador, el radicalismo provincial empezó a analizar la idea de adherir en un "frente de frentes" entre Juntos por el Cambio y el Frente Progresista Cívico y Social.
En el segundo grupo, la alianza se terminó de materializar cuando el Partido Socialista -uno de los socios más importantes del FPCS- convocó a un congreso en donde se adheriría a este acuerdo por voto mayoritario (231 votos a favor y 79 en contra).
Esta decisión provocó el rechazo del sector BASES, quien describió el congreso como el de la “claudicación”, optando por romper y conformar una coalición con el Frente Social y Popular para las elecciones de diputados provinciales.
A este sector, se sumaron los partidos Libres Del Sur (LDS), Participación, Ética y Solidaridad (PARES), Solidaridad e Igualdad (SI) y el movimiento UCR - Alfonsinista Auténtico, quienes también integraban la difunta coalición. Cabe destacar que PARES integró la alianza Unidos para Cambiar Santa Fe de forma simultánea.

### Desarrollo durante la época electoral
Si bien la coalición no presentó un candidato a gobernador, Carlos del Frade decidiría apoyar la precandidatura a gobernador de Leandro Busatto para las elecciones primarias. 

En las Primarias Provinciales el frente obtendría más de 66 mil votos, para luego duplicar su caudal en las Generales (más de 130 mil votos). Así conseguiría tres escaños, que serían ocupados por Carlos del Frade, Claudia Balagué y Fabián Palo Oliver.
La coalición volvería a presentarse en las elecciones nacionales, donde obtendría un magro resultado menor a 10 mil votos, no logrando superar el piso mínimo de las PASO.
Luego del resultado de las elecciones presidenciales, apoyarían a Sergio Massa en el balotaje.

## Afianzamiento del frente
Para las elecciones municipales y de convencionales constituyentes de 2025, el espacio incorporaría de forma oficial a los partidos Comunista y Encuentro por Rosario.

## Partidos integrantes
| Partido    | Partido    | Partido                          | Líder              | Ideología                                          |
| ---------- | ---------- | -------------------------------- | ------------------ | -------------------------------------------------- |
|            |            | Libres del Sur                   | Gabriela Sosa      | Socialismo democrático Nacionalismo de izquierda   |
|            |            | Partido Comunista Revolucionario | Mercedes Meier     | Comunismo Maoísmo                                  |
|            |            | PARES                            | Verónica Benas     | Progresismo Socialdemocracia                       |
|            |            | Soberanía Popular                | Carlos del Frade   | Nacionalismo de Izquierda Socialismo del siglo XXI |
|            |            | Liga de los Pueblos Libres       | Facundo Peralta    | Nacionalismo de Izquierda Socialismo del siglo XXI |
|            |            | Partido Comunista                | Champa Galiotti    | Comunismo Marxismo-Leninismo                       |
|            |            | Solidaridad e Igualdad           | Gustavo Gamboa     | Progresismo Socialdemocracia                       |
| Agrupación | Agrupación | Agrupación                       | Líder              | Ideología                                          |
|            |            | Bases (PS)                       | Claudia Balague    | Socialismo democrático Socialdemocracia            |
|            |            | Alfonsinista Auténtico (UCR)     | Fabián Palo Oliver | Socialdemocracia Alfonsinismo                      |
|            |            | Concejalía Popular               | Nire Roldán        | Progresismo Anti especulación inmobiliaria         |
|            |            | Encuentro por Rosario            | Leonardo Caruana   | Socialismo democrático Socialdemocracia            |

## Resultados electorales

### Legisladores provinciales
|  | 4,51 % |

|  | 7,62 % |

|  | 0,31 % |

### Congreso Nacional
| Año  | Elección  | Miembros                                           | Diputados | Diputados       | Diputados | Diputados     |
| Año  | Elección  | Miembros                                           | Votos     | %               | Lista | Resultado     |
| ---- | --------- | -------------------------------------------------- | --------- | --------------- | --- | ------------- |
| 2023 | Primarias | Ver partidos: - Liga de los Pueblos Libres - PARES | 7.443     | \| \| 0,41 % \| | Ver diputados: 1. Eduardo Alfredo Di Pollina (PS-Bases) 2. Verónica Claudia Benas (PARES) 3. Daniel Pablo Romano (SP) 4. Marisa Andrea Poggi (PS-Bases) 5. Mario Jesús Ramos (PS-Bases) 6. Ivana Soledad Martínez (Ind.) 7. Guillermo Juan Campana (Ind.) 8. Adriana Noemí Diez (Ind.) 9. Gustavo Ernesto Isgro (PS-Bases) 10. Romina Andrea Anaclerio (Ind.) | No Habilitado |
|      | 0,41 %    |                                                    |           |                 | |               |

### Convencionales constituyentes
|  | 4,05 % |

|  | 2,06 % |